# Sigston Castle

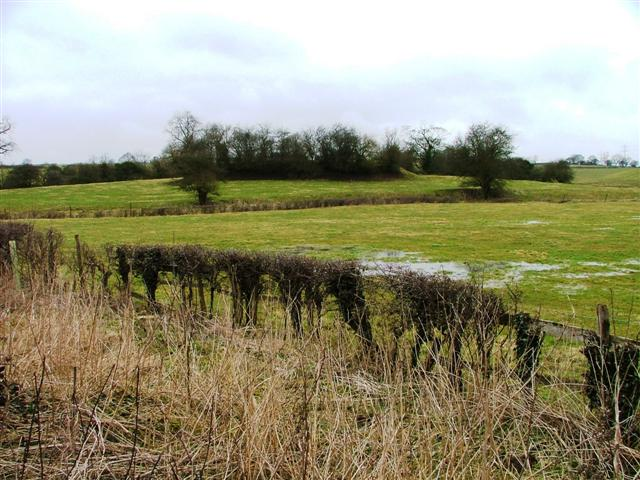
Sigston Castle

Sigston Castle ist ein Burgstall im Dorf Kirby Sigston, etwa 6,5 km entfernt von Northallerton in der englischen Verwaltungseinheit North Yorkshire. Es liegt ungefähr 400 Meter nördlich der St Lawrence Kirche in Kirby Sigston und ist seit 1946 als Scheduled Monument in die National Heritage List for England eingetragen. Sigston Castle wird eine wichtige Rolle für die Erforschung des mittelalterlichen Landlebens zugeschrieben, da umliegende Felder (teilweise ist die Anlage der Felder mit ridge and furrows noch erhalten) und ein mittelalterliches Dorf, dessen Überreste sich unter dem heutigen Kirby Sigston befinden, als Einheit mit der Burg Auskunft über Landwirtschaft und Leben liefern.
Das Land wurde 1313 von John de Sigston erworben, der zur gleichen Zeit auch das ungefähr 1,5 km weiter nördlich gelegene Winton Manor erworben hatte. Es wird angenommen, dass die Fischteiche von Winton Manor zur Versorgung von Sigston Castle dienten. De Sigston ließ eine Kastellburg errichten, die von einem Wassergraben umgeben war. Heute ist die Burg abgerissen und der Wassergraben liegt größtenteils trocken. Erhalten sind das Erdwerk mit darunter liegenden Fundamenten und oberirdisch Überreste des Ringwalles und des viereckigen, ungefähr 30 × 25 Meter großen Bergfrieds. Die vom Wassergraben eingegrenzte Fläche ist 140 (Nord–Süd) × 110 Meter (Ost–West) groß.